# Nasty (Tinashe)
Nasty è un singolo della cantante statunitense Tinashe, pubblicato il 12 aprile 2024 come primo estratto dal settimo album in studio Quantum Baby.

## Pubblicazione
Il 18 giugno 2024 è stato pubblicato l'EP Match My Freak, contenente cinque diversi remix del brano; ad essi hanno fatto seguito, il mese successivo, due ulteriori remix, rispettivamente in collaborazione con Chloë e Tyga. È stata inoltre realizzata una capsule collection in promozione del brano, costituita da diversi pezzi di merchandising.

## Descrizione
Descritta come una canzone R&B e trap, Nasty è stata scritta dalla stessa interprete con Ricky Reed, il quale si è occupato anche della produzione insieme a Zack Sekoff. Per il tema della canzone, Tinashe ha dichiarato di essersi ispirata a Nasty Nashe, un alter ego sfacciato e sicuro di sé. Utilizzando un tono deadpan e uno stile a metà tra il cantato e il rap, nel testo la cantante ricerca qualcuno che ricambi la sua energia sensuale.

## Video musicale
Il video, diretto da Jonah Haber, è stato reso disponibile in concomitanza con l'uscita del brano. Ha ricevuto una candidatura come Miglior video di tendenza ai MTV Video Music Awards 2024.

## Tracce
Testi e musiche di Tinashe Kachingwe, Eric Burton Frederic e Zack Sekoff.
Download digitale
1. Nasty – 2:56

Download digitale (remix)
1. Nasty Girl Remix (feat. Chlöe) – 2:36

Download digitale
1. Nasty XXX Remix (feat. Tyga) – 2:36

Download digitale – Match My Freak EP
1. Nasty – 2:56
2. Nasty Girl Remix (feat. Chlöe) – 2:36
3. Nasty XXX Remix (feat. Tyga) – 2:36
4. Nasty - Match My Chic Remix (con Kaytranada) – 3:02
5. Nasty - Match My Heat Remix (DJ Tunez) – 4:43
6. Nasty - Match My Peak Remix (con Wuki) – 2:39
7. Nasty - Match My Speed Remix (con Uniiqu3) – 2:06
8. Nasty - Match My Tweak Remix (con Jane Remover) – 3:51
9. Nasty - Match My Sleek Remix (ChopNotSlop) (con OG Ron C, DJ Candlestick) – 3:59

## Successo commerciale
Dopo essere andato virale sulla piattaforma Tiktok, nel mese di maggio 2024 Nasty ha incrementato del 48% la sua popolarità sui servizi streaming. Con oltre 10 milioni di video condivisi, il brano è risultato il secondo più popolare dell'estate 2024 su Tiktok a livello globale.
Nella Billboard Hot 100 del 15 giugno 2024 il singolo ha esordito al 90° posto, segnando il quinto ingresso in classifica di Tinashe e il prima da solista.

## Classifiche
| Classifica (2024) | Posizione massima |
| ----------------- | ----------------- |
| Canada            | 61                |
| Irlanda           | 75                |
| Regno Unito       | 66                |
| Stati Uniti       | 61                |